# Chinoscopus ernsti
Chinoscopus ernsti är en spindelart som först beskrevs av Simon 1900.  Chinoscopus ernsti ingår i släktet Chinoscopus och familjen hoppspindlar. Inga underarter finns listade i Catalogue of Life.